# St. Johannis (Pollhagen)

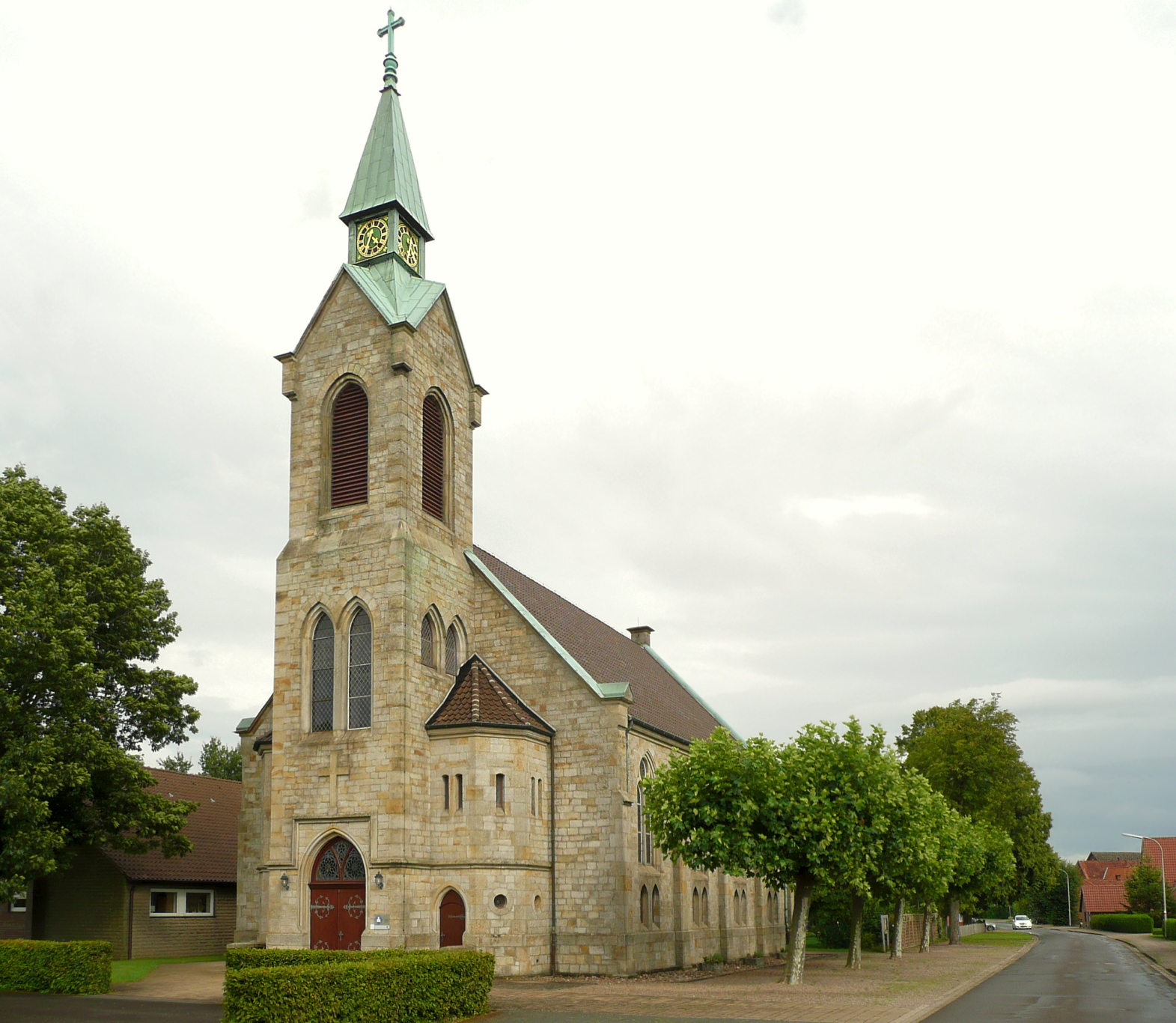
Johanniskirche Pollhagen

Die Johanniskirche ist die Evangelisch-Lutherische Gemeindekirche von Pollhagen, einem Ortsteil der Samtgemeinde Niedernwöhren im Landkreis Schaumburg in Niedersachsen. Die Kirchengemeinde gehört zur Evangelisch-Lutherischen Landeskirche Schaumburg-Lippe.

## Geschichte
Der zuvor nach Meerbeck eingepfarrte Ort Pollhagen wurde 1896 zum Sitz einer selbstständigen evangelisch-lutherischen Kirchengemeinde erhoben. Unmittelbar anschließend wurde 1897–1898 nach Plänen des Bückeburger Hofkammer- und Baurats Jebens der neugotische Kirchenbau errichtet. Die mit einem westlichen Eingangsturm und einer polygonalen Apsis, im Innern mit einer verbretterten Holzkonstruktion ausgestattete Saalkirche folgt in ihrer räumlichen Anordnung den Prinzipien des Eisenacher Regulativs. 

## Ausstattung
Der Kirchenraum hat im Wesentlichen seine bauzeitliche Ausstattung mit Altarretabel, Kanzel, Empore und der figürlichen Verglasung der Chorfenster bewahrt. Bei ihrer Fertigstellung hatte die Kirche 1899 eine Orgel des Orgelbauers Ernst Klassmeier  mit vierzehn Registern, verteilt auf zwei Manualen und Pedal erhalten. Ein Jahrhundert später, 1998, wurde das Werk durch einen zweimanualigen Neubau mit achtzehn Register der Firma Hermann Eule Orgelbau Bautzen ersetzt.